# 匍枝千里光
匍枝千里光（学名：Senecio filiferus）是菊科千里光属的植物，是中国的特有植物。分布在中国大陆的云南、四川等地，生长于海拔750米至3,700米的地区，多生于林缘、混交林下潮湿处及草坡，目前尚未由人工引种栽培。